# Sjung evangelium om Jesus
Sjung evangelium om Jesus är en psalm med text och musik av Philip Phillips. Texten översattes till svenska 1877 av Erik Nyström.

## Publicerad i
- Segertoner 1988 som nr 433 under rubriken "Den kristna gemenskapen - Vittnesbörd - tjänst - mission".[1]